# Puente Due Giugno
El puente Due Giugno es un puente móvil de elevación vertical ubicado en el municipio italiano de Fiumicino. Salva el canal de Fumicino (antiguo foso de Trajano) uniendo el pueblo de Fumicino con la Isola Sacra.
Como indica una placa situada en el mismo puente, la estructura fue destruida en 1944 por los nazis durante la Segunda Guerra Mundial. El puente fue reconstruido, inaugurándose de nuevo el veinticinco de febrero de 1948. 
El puente recibe el nombre de Due Giugno (dos de junio en italiano) en honor al día de la república italiana, que conmemora la fecha del referéndum por el cual se decidió este tipo de gobierno en vez de la monarquía representada por Humberto II.

## Galería de imágenes

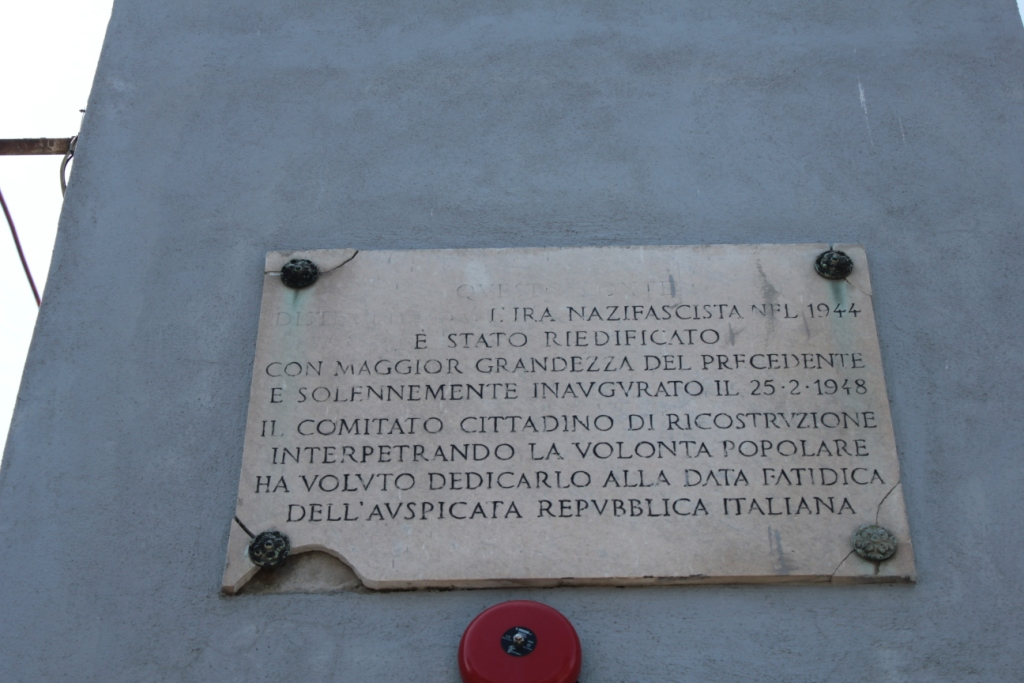
Vista de la placa conmemorativa.
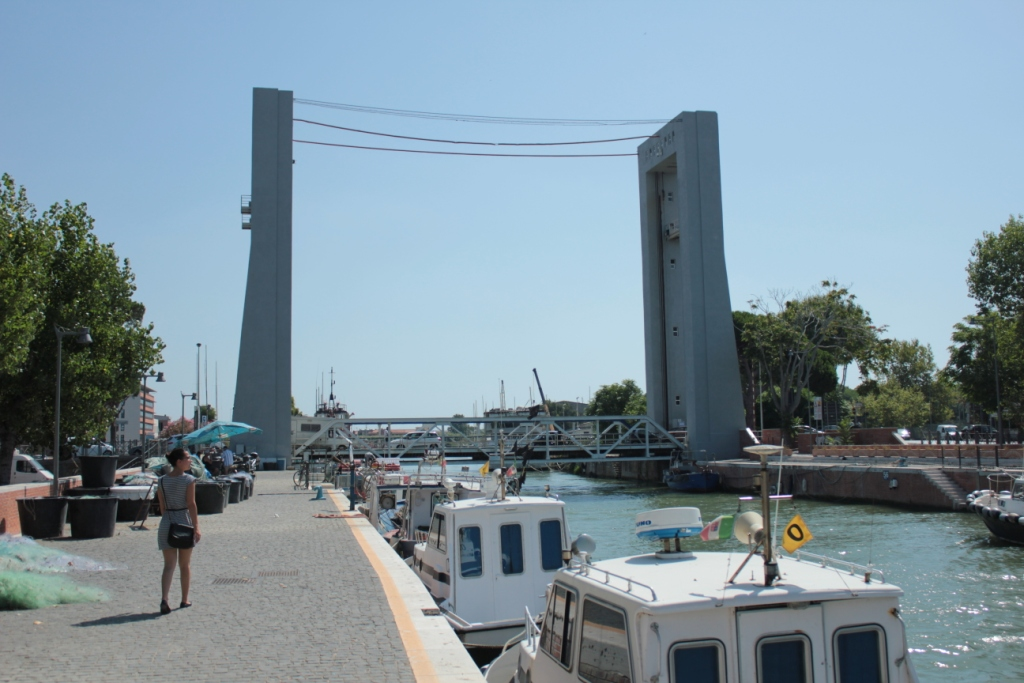
Vista general del puente desde aguas abajo.
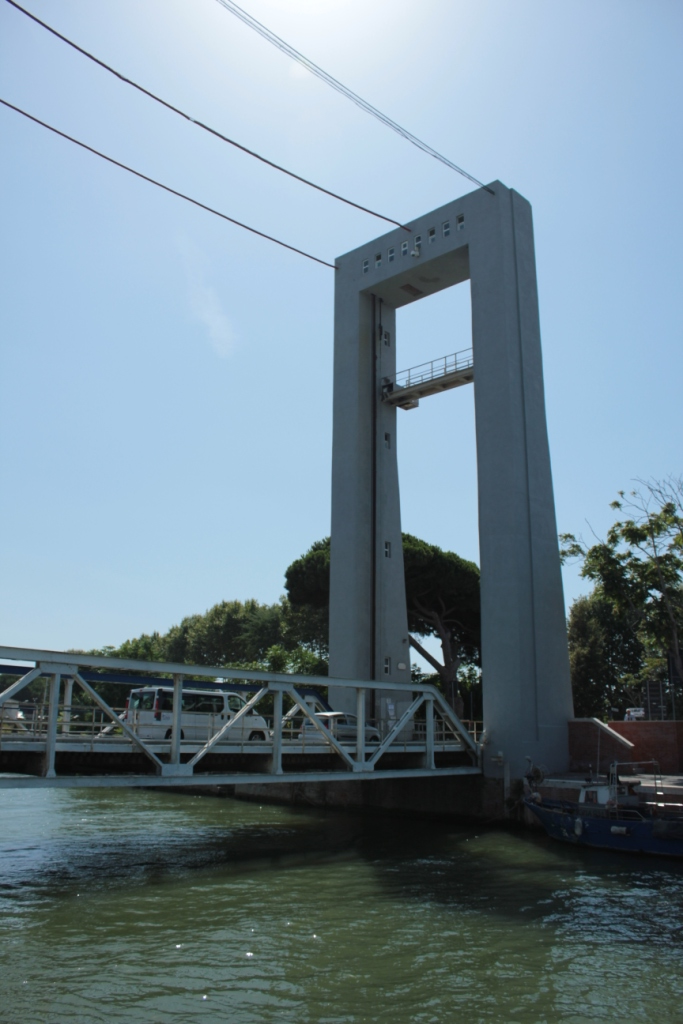
Detalle del puente.

- Datos: Q20790701
- Multimedia: Ponte 2 Giugno / Q20790701